# Knjige u 2005.
◄◄ | ◄ | 2002. | 2003. | 2004. | 2005.  | 2006. | 2007. | 2008. | ► | ►►
Arhitektura • Astronautika • Astronomija • Biologija • Film • Fotografija • Glazba • Kazalište • Kemija • Kiparstvo • Knjige • Književnost • Kršćanstvo • Meteorologija • Medicina • Planinarstvo • Politika • Pravo • Promet • Slikarstvo • Strip • Šport • Televizija • Znanost • Zrakoplovstvo • Željeznički promet
Knjige u 2005.

## Hrvatska i u Hrvata

### 1, 2, 3, ...
- 1-2-3 Uspjeh, Thomas W. Phelan. Prevoditelj: Dunja Flegar. Nakladnik: Ostvarenje. Broj stranica: 224. Publicistika, Roditeljstvo i odgoj djece. ISBN 953-6827-37-9

### A
- Alemperkina kazivanja, Jasna Horvat. Nakladnik: Naklada Ljevak. Broj stranica: 87. Mitovi i legende. ISBN 953-178-666-6
- Aritmija, Delimir Rešicki. Izdavač: Meandar. Broj stranica: 111. ISBN 953-206-173-8. Dobitnik nagrada Kiklop i Vladimir Nazor 2006.

### B
- Berlin, Charlie, Davor Špišić. Nakladnik: Matica hrvatska Ogranak Osijek. Broj stranica: 241. Drame. ISBN 953-242-010-X
- Bijele vrane: Priče iz Istre, Tatjana Gromača. Nakladnik: Profil. Broj stranica: 166. Beletristika. ISBN 953-12-0019-X
- Bilješke jedne gimnazijalke, Nada Mihelčić. Nakladnik: Naklada Ljevak. Broj stranica: 310. Literatura za mlade. ISBN 953-178-647-X
- Blato, Niccolò Ammaniti. Prevoditelj: Nino Raspudić. Nakladnik: AGM. Broj stranica: 345.  Beletristika. ISBN 953-174-248-0

### C
- Carica, Shan Sa. Prevoditelj: Suzana Kubik. Nakladnik: Vuković & Runjić. Broj stranica: 320. Povijesni romani. ISBN 953-679-161-7

### M
- Majstori s mora, Zdravko Reić, Izdavač: V.B.Z. Broj stranica 203. Šport. ISBN 953-201-499-3

### O
- Otto von Habsburg : životopis, Stephan Baier. Izdavač: Hrvatska paneuropska unija. Broj stranica: 498. ISBN 9536921111

### P
- Podvodni ribolov, Miljenko Ban. Izdavač: Dušević&Kršovnik. Broj stranica: 247. ISBN 953-221-096-2
- Pustolovine Glorije Scott, Mima Simić, Ivana Armanini. Nakladnik: AGM. Broj stranica: 126. Krimići i trileri, Strip. ISBN 953-174-245-6

### R
- Ribarski libar, Ivo Boko. Izdavač: Knjigotisak. Broj stranica: 240. ISBN 953-214-245-2
- Rječnik govora bačkih Hrvata, Ante Sekulić, Izdavač: Institut za hrvatski jezik i jezikoslovlje, Zagreb. Broj stranica: 696

## Vanjske poveznice
|  | Zajednički poslužitelj ima još gradiva o temi Knjige iz 2005. |